# Згодна жена
Згодна жена (енгл. Pretty Woman) је америчка романса са елементима комедије из 1990. године са Џулијом Робертс у главној улози. Филм је постао један од комерцијално најуспешнијих филмова деведесетих година, са зарадом већом од 460.000.000 долара, а данас је један од најуспешнијих из свог жанра. Џулија Робертс је за своју изведбу награђена Златним глобусом за најбољу главну глумицу, а била је номинована за Оскар и БАФТА награду.

## Кратак садржај
Романтична комедија о модерној Пепељуги - о љубави уличне проститутке и богатог бизнисмена.
Успешни бизнисмен Едвард Луис, зауставља се на Булевару Холивуд и младу, атрактивну девојку моли за инструкције како да дође до свог хотела. Вивијан Ворд, која ради као проститутка, безуспешно покушава да му објасни пут, па се нуди да га сама одвезе до тамо. Стигавши у хотел, Едвард је моли да остане са њим недељу дана као његова пословна пратња, за шта ће јој дати 3.000 долара и своје кредитне картице. Вивијан прихвата, не слутећи да се он полако заљубљује у њу. Следећих неколико дана, док је он на састанцима, она ће обилазити локалне ексклузивне бутике, тражећи адекватну одећу за пословну пратњу, али би свуда била избачена јер би је врло брзо препознали као проститутку. То ју је јако повредило, што Едвард врло брзо примећује. Он стога одлучује да сам од ње направи даму и купи јој најбољу одећу, а она заузврат, да му покаже да новац и каријера нису све у животу. Њихова веза убрзо ће постати све, само не пословна.

## Улоге
| Глумац            | Улога             |
| ----------------- | ----------------- |
| Џулија Робертс    | Вивијан Ворд      |
| Ричард Гир        | Едвард Луис       |
| Ралф Белами       | Џејмс Морз        |
| Џејсон Александер | Филип Стакли      |
| Џон Дејвид Карсон | Марк Рот          |
| Лора Сан Ђакомо   | Кид де Лука       |
| Алекс Хајд-Вајт   | Дејвид Морз       |
| Ејми Јасбек       | Елизабет Стакли   |
| Хектор Елизондо   | Барни Томпсон     |
| Џудит Болдвин     | Сузан             |
| Лери Хенкин       | станодавац        |
| Лери Милер        | господин Холистер |
| Хенк Азарија      | детектив          |

## Занимљивости
- Филм је требало да се зове "3 хиљаде долара" по своти новца коју је Едвард требало да исплати Вивијен на крају њиховог дружења.
- Међу глумицама које су продуценти разматрали за улогу Вивијен биле су Сандра Булок, Мег Рајан, Сара Џесика Паркер, Кристин Дејвис, Мадона...
- Филм је у почетку замишљен као мрачна драма о проституцији у Лос Анђелесу, а Вивијен је требала бити зависница о дрогама. На крају филма требало је да је Едвард отера из свог живота, а она би с новцем који је зарадила отишла у Дизниленд.
- Огрлица коју је Едвард дао да Вивијен носи вредела је 250 хиљада долара и због тога је на снимању имала свог личног чувара.
- Легендарна црвена хаљина у којој Вивиан одлази гледати оперу требала је бити црна.
- Улогу Едварда одбио је Силвестер Сталоне, а међу глумцима који су били у "игри" за улогу налазили су се Џон Траволта, Кристофер Рив, Дензел Вашингтон и Данијел Деј Луис.
- Ричард Гир је у почетку мислио да је лик Едварда ужасно досадан. Био је то један смешан мали сценарио, рекао је.
- У сцени у којој се Џулија Роберт смеје када гледа црно-белу комедију на телевизији режисер Гери Маршал ју је шкакљао по ногама како би јој намамио осмех на лице.
- На славном филмском постеру заправо није Џулија Робертс. Тачније, глава Џулије Робертс спојена је с телом њене дублерке. На постеру Ричард Гир има црну косу иако је у филму седокос.
- Џулија је била јако нервозна током снимања сцена секса и у једном тренутку због тога је добила осип.
- Ричард Гир  је стварно свирао клавир у филму и сам је компоновао музику коју свира.[3]